# 福岡サヤカ
福岡 サヤカ（ふくおか サヤカ、1980年4月7日 - ）は、日本の女優、タレントである。2001年（平成13年）8月1日以前には、漢字表記の「福岡 沙耶歌」という芸名で活動していた。

## 人物
大阪府四條畷市出身。1998年（平成10年）にテレビ東京「ソングライトSHOW!!」でデビュー。2000年（平成12年）にテレビドラマ『ビューティフルライフ』で女優としても活躍し、同年10月、TBS『ワンダフル』で4期ワンギャルとして活動した。ワンダフル内では元ヤンキーでかつ、お馬鹿なキャラとして活躍した。
2002年（平成14年）以降は、朝比奈えり、いとうあいこ、大沢舞子、肘井美佳とビジュアルユニット「Chao」として、朝比奈えり、いとうあいこ、西角茉美、肘井美佳、宮崎瑠依とアイドルユニット「D★shues」として活動していたことがある。

## 私生活
2009年2月17日、横浜F・マリノスのFW坂田大輔と入籍。2011年3月24日、男児を出産。2013年2月24日、次男を出産。

## 出演

### テレビ
- ソングライトSHOW!!（1999年、テレビ東京）
- 日曜劇場ビューティフルライフ（2000年1月 - 3月、TBS）
- ワンダフル（2000年10月 - 2001年9月、TBS） - 4期ワンギャル
- D-TODAY・OLポリス（2001年10月、日本テレビ）
- そこが知りたい 特捜!板東リサーチ（2001年5月 - 12月、CBC）
- ドラマDモード「君を見上げて」（2002年2月 - 3月、NHK）
- 千枚CD（2002年6月 - 9月、フジテレビ）
- 南国楽園ショー（2002年8月 - 9月、フジテレビ）
- たけしの斎藤寝具店（2002年10月 - 2004年3月、フジテレビ）
- ちゅらさん2（2003年3月 - 4月、NHK）
- お厚いのがお好き?（2003年5月、フジテレビ）
- 魔法戦隊マジレンジャー（2005年4月・7月、テレビ朝日） - 池田江里子役
- 小早川伸木の恋（2006年1月 - 3月、フジテレビ） - 志穂役
- 土曜ワイド劇場「京都南署鑑識ファイル」（2006年11月4日、テレビ朝日）
- アリケン（2008年6月26日 - 、テレビ東京）
- ジャンクスポーツ（2009年9月20日 、フジテレビ）

### ラジオ
- ドライブアラカルト（2003年）

### 舞台
- PROPAGANDA STAGE サマーデイズ（2004年7月、東京芸術劇場小ホール1） - 井上紗良／平井みちこ役

## 作品

### 書籍
- Push!（2002年5月18日、英知出版）

### DVD
- Supreme福岡サヤカ（2001年10月24日、小学館プロダクション）
- cattleya福岡サヤカ（2002年12月4日、キングレコードchaoレーベル）
- Kiss★Kiss★Kiss（2002年12月18日） - D★shues名義

### CD
- ヒロイン！－その他大勢なんかじゃない－（2000年12月6日）
- 花吹雪 BANG BANG BANG（2001年4月18日）
- ベラカミ（2002年12月4日） - D★shues名義